# One More Time (EP de Super Junior)
One More Time es el primer miniálbum de la banda surcoreana Super Junior. Fue lanzado a la venta el 8 de octubre de 2018 por la discográfica SM Entertainment. El álbum es el primer álbum de pop latino del grupo, así como el primer álbum en el que participó Ryeowook tras finalizar su servicio militar obligatorio. 
En las promociones del álbum participaron 7 miembros: Leeteuk, Yesung, Shindong, Eunhyuk, Donghae, Siwon y Ryeowook, mientras que Heechul decidió no participar por cuestiones de salud, aunque sí participó en el video musical y las canciones del álbum. El mismo día de lanzamiento, los miembros presentaron el video musical en el auditorio del MGM en Macao el día 8 de octubre de 2018, mismo lugar en donde fue grabado el video musical.

## Detalles del álbum y lanzamiento
El día 17 de septiembre de 2018 Super Junior lanzó el primer adelanto de álbum, así como el título y su fecha de lanzamiento. 
La canción principal de álbum se tituló One More Time (Otra Vez) y pertenece al género de pop latino, además es una colaboración con la banda de origen mexicano Reik, por lo que la canción está en coreano y español. Es la segunda canción con idioma español y de influencia latina del grupo tras Lo Siento con Leslie Grace. Por otro lado, para la canción One More Time (Otra Vez) fue grabado un video musical en el que participaron los 8 miembros activos y además los tres integrantes de Reik. 
El álbum también se destacó por contener la primera canción totalmente en español de Super Junior en toda su carrera, la cual se trató de un cover de Ahora te puedes marchar originalmente interpretada por el cantante Luis Miguel en 1987. Para esta canción se grabó un video musical especial como homenaje/remake del video original de Luis Miguel y fue lanzado el marzo de 2019.    
One More Time logró posicionarse en el primer lugar en ventas de álbumes de iTunes en 26 países, entre ellos México, Argentina, Chile, Tailandia, Indonesia y Vietnam

## Listado de canciones
| N.º | Título de canción                                     | Letra de canciones                                                         | Música                                                                           | Duración |
| --- | ----------------------------------------------------- | -------------------------------------------------------------------------- | -------------------------------------------------------------------------------- | -------- |
| 1.  | "One More time (Otra Vez)" ft. Reik                   | ZNEE, Pablo Preciado                                                       | Andreas Stone Johansson, Denniz Jamm, akob `Jay` Mihoubi, Rudi `Rudy` Daouk      | 3:07     |
| 2.  | "One More Time (Otra Vez)" (Versión SJ)               | ZNEE                                                                       | Andreas Stone Johansson, Denniz Jamm, akob `Jay` Mihoubi, Rudi `Rudy` Daouk      | 3:07     |
| 3.  | "Animals"                                             | Chun Song-yi (153/Joombas)                                                 | Anton Dahlrot, Gionata Caracciolo                                                | 3:31     |
| 4.  | "Ahora te puedes Marchar"                             | Mike Hawker, Ivor Raymonde, Luis Gómez-Escolar                             | Mike Hawker, Ivor Raymonde, Luis Gómez-Escolar                                   | 3:10     |
| 5.  | "Lo Siento" ft. Leslie Grace (Remix de Play-N-Skillz) | Kenzie, Kim Hee-chul, Eunhyuk, Mario Caceres, Yasmil Marrufo, Leslie Grace | Daniel Obi Klein, Charli Taft, Andreas Oberg, Juan `Play` Oscar “Skillz” Salinas | 4:01     |

## Posicionamiento
| Posicionamiento semanal (2018) | Posición |
| ------------------------------ | -------- |
| Álbumes Coreanos (Gaon)        | 2        |

| Posicionamiento anual (2018) | Posición |
| ---------------------------- | -------- |
| Álbumes Coreanos (Gaon)      | 32       |

| Posicionamiento en Billboard      | Posición |
| --------------------------------- | -------- |
| Canciones digitales latinas       | 18       |
| Canciones digitales de pop latino | 5        |
| Canciones digitales (Mundial)     | 4        |